# Bergerwt
De bergerwt (Astragalus cicer L.) is een vaste plant, die behoort tot de vlinderbloemenfamilie (Leguminosae).  De soort komt in Nederland voor in heemtuinen. De plant komt van nature voor in Eurazië en is ingevoerd in Noord-Amerika. De bergerwt lijkt op de hokjespeul (Astragalus glycyphyllos), maar heeft meer deelblaadjes aan het samengestelde blad en een behaarde, kortere peul.
De plant wordt 20–70 cm hoog en heeft ruwe, holle stengels. De samengestelde, onevengeveerde bladeren bestaan uit zeven tot eenendertig elliptische of eironde, behaarde blaadjes.
De bergerwt bloeit in juni en juli met groenachtig gele, 11–15 mm lange, geurende bloemen. De bloeiwijze is een tros met tien tot dertig bloemen. De bestuiving gebeurt hoofdzakelijk door hommels (Bombus).
De vrucht is een behaarde, 1-1,5 cm lange, door koolstofdioxide opgeblazen peul. Het koolstofdioxide ontstaat bij het verademen van koolhydraten. De peul heeft een snavel en verkleurt bij het rijper worden van groen naar zwart en wordt dan tevens perkamentachtig. De zaden zijn hardschalig en kiemen pas na stratificatie. De zaden worden verspreid door dieren (zoöchorie).

## Namen in andere talen
- Duits: Kicher-Tragant
- Engels: Cicer milkvetch, Wild lentil
- Frans: Astragale pois-chiche

## Externe link

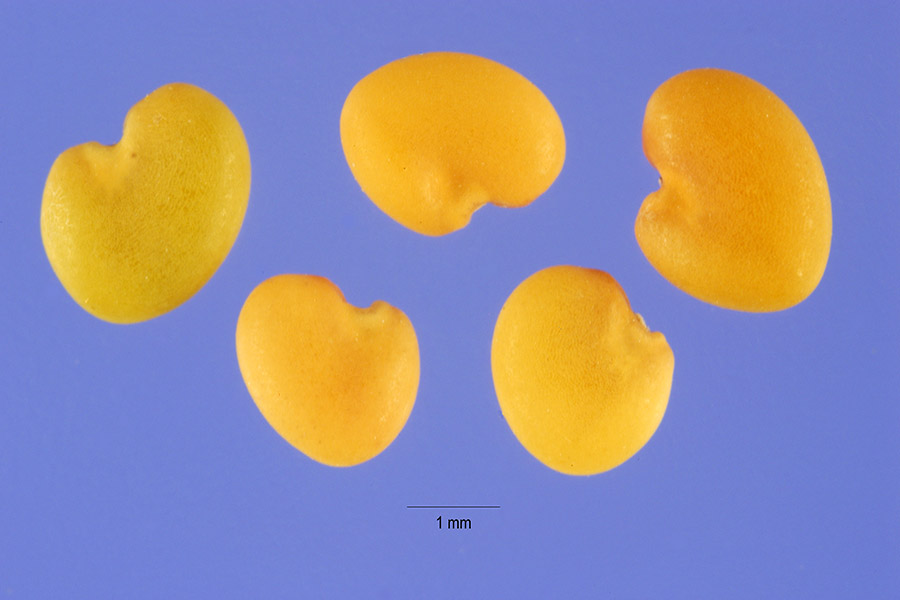
Zaden